# ویلدرسباخ
ویلدرسباخ (به فرانسوی: Wildersbach) یک کمون در فرانسه است که در Canton of Schirmeck واقع شده‌است.

## خصوصیات
ویلدرسباخ ۳٫۳ کیلومترمربع مساحت و ۳۲۰ نفر جمعیت دارد.